# Tegomass no Uta
Tegomass no Uta é o primeiro álbum de estúdio de Tegomass, lançado 15 de julho de 2009 em duas versões, a Tegomass no uta (Regular Edition) apenas CD e Tegomass no uta (Limited Edition) CD com DVD. O álbum alcançou a primeira posição no ranking semanal da Oricon onde permaneceu por uma semana.

## Faixas[2]
| N.º | Título                                                               | Duração |  |
| 1.  | "erro em {{japonês}}: Texto em japonês ou romaji necessário (ajuda)" |         |  |
| 2.  | "erro em {{japonês}}: Texto em japonês ou romaji necessário (ajuda)" |         |  |
| 3.  | "erro em {{japonês}}: Texto em japonês ou romaji necessário (ajuda)" |         |  |
| 4.  | "erro em {{japonês}}: Texto em japonês ou romaji necessário (ajuda)" |         |  |
| 5.  | "Ｗｈａｔ’ｓ ｇｏｉｎｇ ｏｎ？"                                      |         |  |
| 6.  | "erro em {{japonês}}: Texto em japonês ou romaji necessário (ajuda)" |         |  |
| 7.  | "erro em {{japonês}}: Texto em japonês ou romaji necessário (ajuda)" |         |  |
| 8.  | "ＨＩＧＨＷＡＹ"                                                     |         |  |
| 9.  | "ＰＯＷＥＲ ＯＦ ＥＡＲＴＨ"                                         |         |  |
| 10. | "erro em {{japonês}}: Texto em japonês ou romaji necessário (ajuda)" |         |  |
| 11. | "erro em {{japonês}}: Texto em japonês ou romaji necessário (ajuda)" |         |  |
| 12. | "erro em {{japonês}}: Texto em japonês ou romaji necessário (ajuda)" |         |  |
| 13. | "erro em {{japonês}}: Texto em japonês ou romaji necessário (ajuda)" |         |  |
| 14. | "erro em {{japonês}}: Texto em japonês ou romaji necessário (ajuda)" |         |  |
| 15. | "Ｍｉｓｏ Ｓｏｕｐ"                                                  |         |  |